# 癖
癖（くせ、クセ）とは、人が無意識のうちに、あるいは特に強く意識することなく行う習慣的な行動のことである。手足や体の動かし方、話し方などで同様な状況のもとで常に自動的に繰り返される傾向。広い意味では習慣の一種とみられるが、極端な場合には通常よりも不必要に偏向した反応として現れる。
自分は気づいていないという場合が多い。また、気づいていたとしても、特に強く意識せずに行っている行動も含む。一般に、高齢になるほど習慣で行動する傾向が強まり、そのため癖が付くとなかなか直らない傾向になる事が多い。
呼吸・排泄など、生命活動を維持するために必要となる習慣的な行動については、「癖」とは言わない。
なお、ここでは、「口癖」についても表記する。

## 習慣と癖
一般に同じ状況下で繰り返される行動がその状況に適切な仕方で安定し、滞りなく進行することが習慣と呼ばれる。習慣は状況に適応するだけではなく、類似の状況に転移する積極的な意味を持つ一方、状況が実際には変化しても同じ行動を固執し、不適切な結果をきたすという消極的な意味を持つことがある。狭い意味では癖はこの後者を指すが、この場合は新しい行動の習得を妨げることになる。たとえば、ドアのハンドルを引いて開けることに慣れていると、押して開けねばならないときにも引く動作が先行する場合である。このような動作の固定はどのようにして習得されたかが、必ずしも明らかでないこともある。
幼児の指しゃぶり、児童の夜尿症、成人の吃音、貧乏揺すり、赤面恐怖なども癖といわれるが、これらは適切な動作の固定とはみられない。これらの癖（悪癖ともいう）は成熟によって自然に消滅することもあるが、病的症状として強固に持続することもある。これらは常同反応（stereotype response）ともいわれ、欲求不満のもとに多く発生する。また、常同反応の禁止が欲求不満を引き起こすこともある。癖は単なる身体運動についてだけではなく、広く、食事や他人に対する嗜好、虚言、盗み、浮浪、偏見、先入見などにもいわれる。癖となった晩酌、食後の喫煙などは、これらを禁止することによって心的ストレスを発生させるし、生活の糧のためとは関係のない盗癖は、心的ストレスの結果ともみられる。

## 集団と癖
人それぞれに癖があると言う点で、癖は人間一般に共通の現象であるが、癖のレパートリーは文化によって非常に異なると言う点では、癖は個別的であると同時に集団的現象でもある。癖のレパートリーは、性、年齢、職業、階層などによっても異なる。癖のレパートリーの文化的相違は、癖としてのしぐさや姿勢などの面で顕著である。通常は無意識に自動的に出現する癖としてのしぐさは、集団内で認知される一定の明確な意味を持つ身振りとは区別される。ある集団では癖とみなされるしぐさも、他の集団では身振りとして理解されるばあいがあり、ときにはその意味ゆえに人前ではタブーとされたりもする。立つ、座る、寝るといった姿勢にも、その身体技法としての側面と関連して、個別的変異（＝癖）を超えた文化的な型が認められる。

## 口癖
口癖とは、発言する際無意識に出てしまう言葉、または意識的に好んで使う言葉。前者の例としては、「ちなみに」「ある意味」などで、本来の意味は特に含まない場合が多い。後者はその人物が好む言葉であれば何でも口癖となりうる。例としては「これからはITだね」「だから日本はダメなんだよ」など。
近年では、フィクション作品において、個人の性格付け・類型を分かりやすくするための手段（いわゆる「キャラ立て」）として、およそ通常ではありえないような口癖を持つ登場人物が配置されることがある。ストックキャラクターおよび語尾の項目のキャラ語尾の節なども参照のこと。

## 癖の例
- 舌打ち
- 指の爪を噛む（咬爪症、咬爪癖（英語版））
- 髭を撫でる
- 唇を尖らす
- そわそわを示す行動（英語版）
  - 貧乏揺すり

## その他
- 癖に関連した日本のことわざとして、「癖ある馬に乗りあり」（取り扱いによっては大人しい）、「癖なき馬は行かず」（一癖ある馬の方が役に立つ）がある（『北条氏直諺留』）。